# Julius von Haast
Pour les articles homonymes, voir Haast.
Johann Franz « Julius » von Haast (né le 1er mai 1822 à Bonn et mort le 16 août 1887 à Christchurch) est un géologue prussien qui a exploré la Nouvelle-Zélande. Il découvre les premiers fossiles de moas. Il fonde notamment le Canterbury Museum à Christchurch.

## Biographie
Exilé en Nouvelle-Zélande à partir de 1858, il devient l'assistant de Ferdinand von Hochstetter pour ses recherches en géologie et, lui-même, étudie la géologie des districts de Nelson et de Canterbury. 
Un des fondateurs du Canterbury Museum à Christchurch dont il deviendra le directeur, il est arpenteur-général de Canterbury de 1861 à 1871 et y enseigne la géologie. 
En 1867, il est élu à la Royal Society. 
On lui doit de multiples études sur la Nouvelle-Zélande dont Geology of the Provinces of Canterbury (1879).

## Hommages et distinctions
- Jules Verne le mentionne dans le chapitre VIII de la 3e partie de son roman Les Enfants du capitaine Grant[1]
- De nombreux lieux de la Nouvelle-Zélande portent son nom : le fleuve Haast, la ville de Haast...